# Bir el-Ater
Bir el-Ater (em árabe: بئر العاتر) é uma comuna localizada na província de Tébessa, Argélia. Sua população estimada em 2008 era de 77 727 habitantes.